# Autotreno FS ATS 1
L'ATS 1 è stato un autotreno a nafta delle Ferrovie dello Stato italiane dalla vita effimera costruito alla fine degli anni trenta a scopo di rappresentanza.

## Storia e caratteristiche
L'autotreno salone ATS 1 venne progettato in comune tra l'Ufficio Studi delle FS e la Fiat sulla scia del successo ottenuto dagli autotreni del gruppo ATR 100; fu costruito tra 1939 e 1940 come mezzo di lusso e di rappresentanza in caso di viaggi di alte personalità. Era un convoglio composto di due casse inscindibili in quanto posavano su di un unico carrello centrale. I due carrelli estremi erano motori, con una potenza complessiva di 561 kW. La meccanica era identica a quella degli ATR. Era dotato di cucina, sala da pranzo, salotto, camere da letto e servizi igienici completi di docce. La velocità era di 135 km/h.
L'autotreno rimase esemplare unico in Italia, (ne venne costruito solo un altro analogo per il re Fārūq I d'Egitto); non ebbe vita facile perché pochissimo utilizzato e fu presto accantonato a causa della guerra, durante la quale venne quasi distrutto. Venne avviato alla demolizione nel 1949.